# Aleksiej Babienko
Aleksiej Fiodorowicz Babienko (ros. Алексе́й Фёдорович Бабе́нко, ur. 25 marca 1923 w Myrhorodzie, zm. 6 grudnia 1996 w Moskwie) – radziecki lotnik wojskowy ukraińskiego pochodzenia, pułkownik rezerwy (1978), Bohater Związku Radzieckiego (1955).
W 1940 ukończył szkołę średnią i wstąpił do wojskowej szkoły lotniczej, którą ukończył w końcu 1941. Był pilotem testowym i choć nie brał bezpośredniego udziału w działaniach bojowych wojny ZSRR z Niemcami, wniósł wielki wkład w pokonanie wroga. Później zajmował się szkoleniem pilotów, został również pilotem śmigłowców. Doprowadził do poziomu mistrzowskiego umiejętności pilotażu, latając w złych warunkach pogodowych i wykazując wyjątkową samokontrolę, pomysłowość i odwagę. 1954 jako pierwszy wykonał przelot helikopterem Mi-4 do Bieguna Północnego, pokonując 5 tysięcy kilometrów. Pracował na stacji SP-3 na Dalekiej Północy. Uchwałą Prezydium Rady Najwyższej ZSRR z 29 sierpnia 1955 za męstwo i odwagę wykazywane przy realizacji odpowiedzialnych zadań został uhonorowany tytułem Bohatera ZSRR. 1978 mianowany pułkownikiem rezerwy. Był inżynierem-konstruktorem w fabryce.

## Odznaczenia
- Złota Gwiazda Bohatera ZSRR (29 sierpnia 1955)
- Order Lenina
- Order Rewolucji Październikowej
- Order Czerwonej Gwiazdy (dwukrotnie)

I medale.